# Imène Kawthar Zitouni
Pour les articles homonymes, voir Zitouni.
Imène Kawthar Zitouni, née le 9 juin 2004, est une nageuse algérienne.

## Carrière
Elle obtient aux Championnats d'Afrique juniors 2017 la médaille de bronze du relais 4 x 100 m nage libre.
En 2018, elle remporte aux Championnats d'Afrique la médaille de bronze du relais 4 x 100 m quatre nages.
Elle obtient aux Championnats d'Afrique de natation 2022 à Tunis la médaille d'argent  sur 4 × 100 mètres nage libre mixte et sur 4 × 100 mètres 4 nages, ainsi que la médaille de bronze sur 200 mètres quatre nages et sur 4 × 200 mètres nage libre.
Aux Jeux africains de 2023 à Accra, elle est médaillée d'argent sur 4 × 100 m nage libre et médaillée de bronze sur 4 × 100 m quatre nages.